# Claudemir Oliveira
José Claudemir Oliveira, mais conhecido como Claudemir Oliveira, (17 de março de 1965, em Arapiraca, Alagoas), é um empresário, escritor e palestrante brasileiro, especializado em cultura corporativa e experiência do cliente. Notório por sua trajetória na The Walt Disney Company, onde trabalhou por 15 anos, chegando ao cargo de líder global de treinamentos da empresa. Foi o único brasileiro a ministrar cursos na Disney University e atuou como professor convidado no Disney Institute. Hoje é presidente do instituto Seeds Of Dreams.

## Biografia
Claudemir Oliveira se formou em Jornalismo pela Faculdade de Comunicação Social Cásper Líbero e realizou duas pós-graduações na Escola Superior de Propaganda e Marketing (ESPM). Sua carreira corporativa começou no setor aéreo, onde trabalhou na American Airlines e na United Airlines 

### Carreira na Disney (1995 - 2010)
Claudemir iniciou sua trajetória na Disney em 1995, tornando-se o primeiro executivo da empresa no Brasil. Foi responsável pela divisão Parks & Resorts no país. Nesse cargo, foi encarregado de introduzir a marca Disney no mercado brasileiro e adaptar suas operações à América Latina.

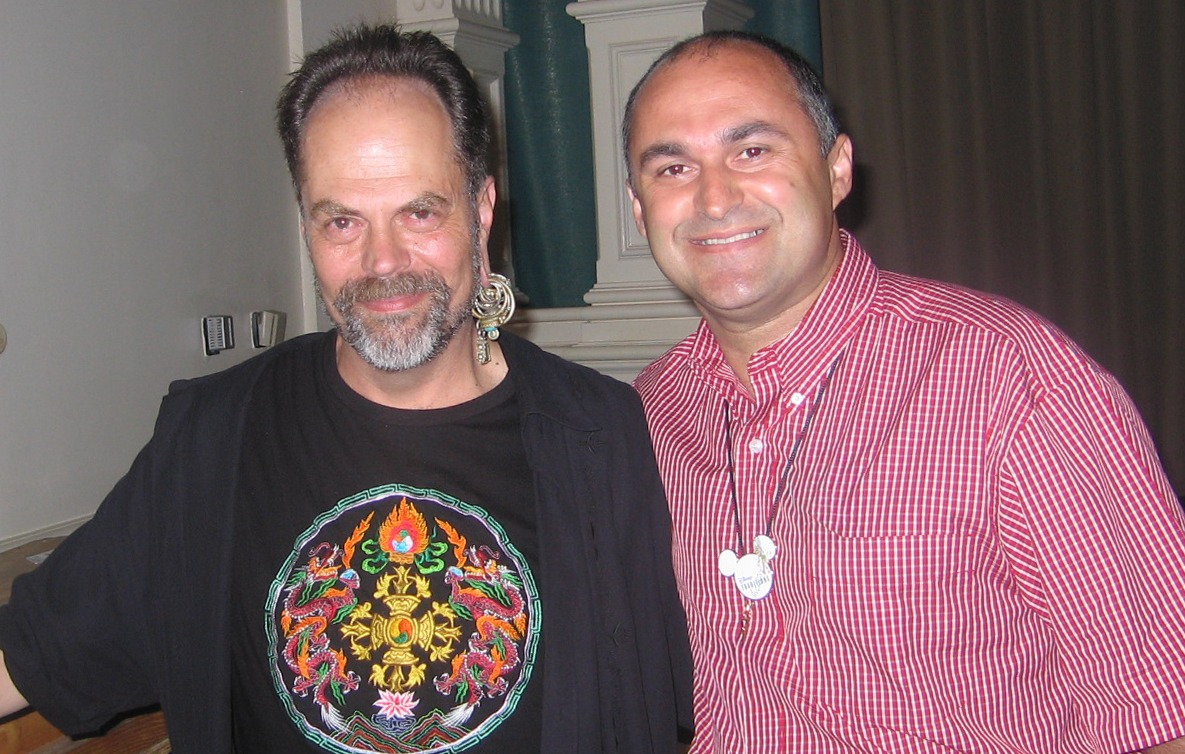
Claudemir (direita), ao lado de Joe Rohde, designer-chefe do Disney's Animal Kingdom

Em 2000, Claudemir Oliveira foi transferido para os Estados Unidos, onde assumiu o cargo de líder global de treinamentos na The Walt Disney Company. Nessa função, foi responsável pelo desenvolvimento e implementação de estratégias de capacitação para reforçar a cultura corporativa da empresa em nível global, garatindo que os padrões de excelência da Disney fossem aplicados de maneira uniforme em todos os setores e unidades da companhia, preservando a experiência mágica e o encantamento característicos da marca, conhecido popularmente como "Magia Disney". Seu trabalho incluiu a formação dos funcionários e parceiros comerciais, transmitindo os princípios e valores da empresa.

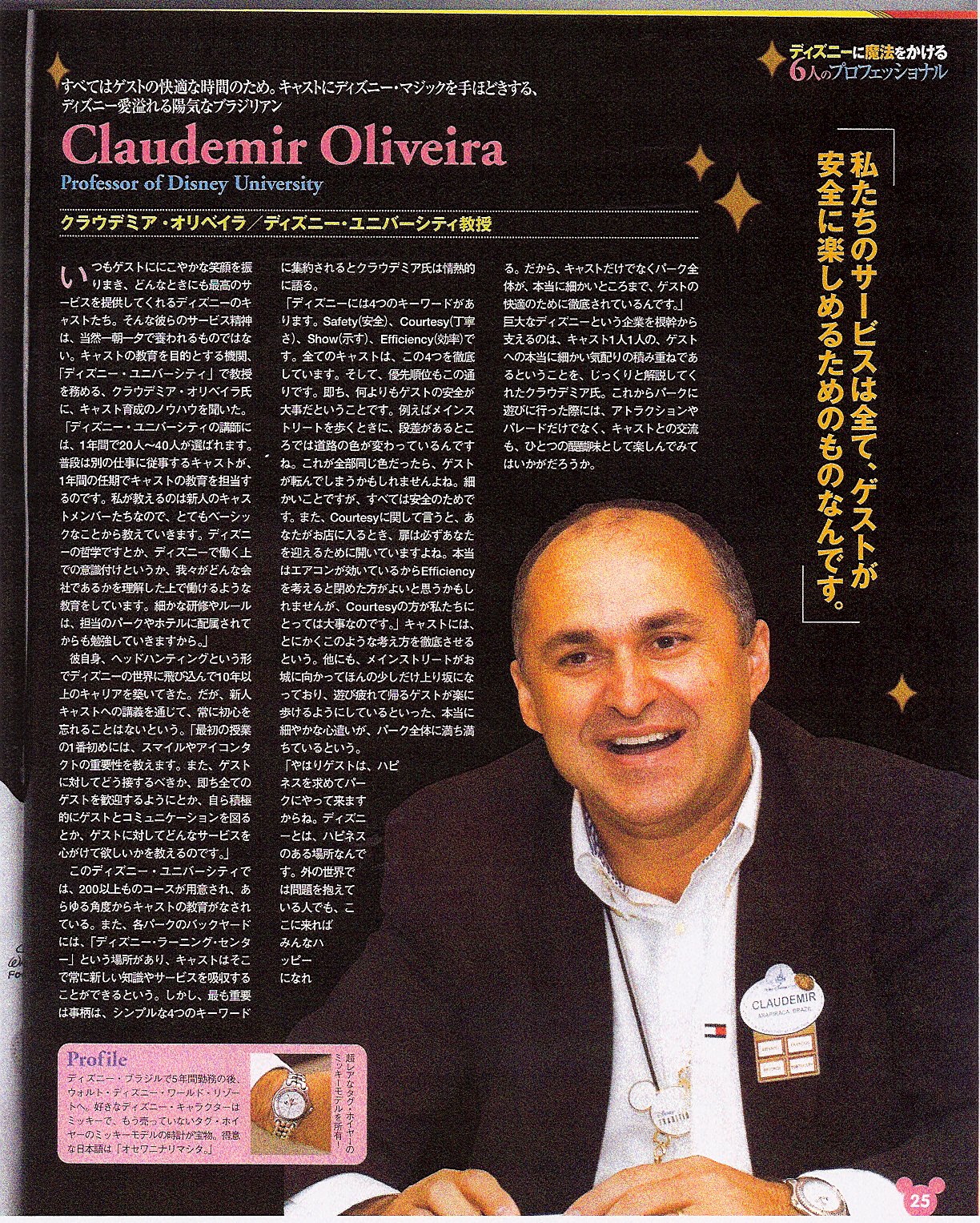
Revista Japonesa anunciando a visita de Claudemir ao País

Durante sua atuação na Disney, Claudemir Oliveira liderou iniciativas para aprimorar a experiência dos visitantes e fortalecer a marca globalmente. Entre suas principais implementações, destacou-se a introdução de mapas, cardápios e materiais informativos traduzidos para diferentes idiomas, incluindo português, tornando os parques mais acessíveis para turistas internacionais. Além disso, contribuiu para a criação de eventos temáticos dentro dos parques.
A partir de 2006, Claudemir Oliveira tornou-se o primeiro brasileiro convidado a ministrar cursos na Disney University e no Disney Institute. Na Disney University, lecionou o curso "Traditions", um dos pilares da formação dos novos funcionários da Disney, que apresenta a história, os valores e os padrões de excelência da empresa. Já no Disney Institute, foi professor convidado para conduzir treinamentos voltados a executivos e empresas interessadas em aplicar os princípios da Disney em seus próprios negócios.

### Seeds of Dreams e Atuação Atual
Após sua trajetória na Disney, Claudemir Oliveira fundou o Instituto Seeds of Dreams, focado em treinamentos e consultorias para empresas sobre cultura organizacional, experiência do cliente e liderança. Atualmente, ministra palestras e workshops para diversas organizações, abordando temas como atendimento, engajamento de equipes e gestão empresarial. Seu trabalho é baseado em conceitos de Psicologia Positiva e cultura corporativa, aplicando metodologias voltadas à melhoria da relação entre empresas e clientes.

## Publicações
Claudemir também se dedica à escrita, considerado a maior referência em Disney no mundo, Claudemir Oliveira escreveu o legado da The Walt Disney Company e de suas principais figuras. Sua obra inclui livros que exploram os bastidores da empresa, sua cultura organizacional e as personalidades que contribuíram para sua história.

### Trilogia sobre figuras da Disney
Claudemir Oliveira é o único autor do mundo a escrever uma trilogia de livros sobre Walt Disney, Roy Disney e Ub Iwerks, três figuras fundamentais na criação e expansão da The Walt Disney Company. Escrita em parceria com Juliana Oliveira, a trilogia explora a trajetória e as contribuições de cada um para a indústria do entretenimento.

### Documentário "O Contador de Histórias: A incrível história de Walt Disney"
"O Contador de Histórias: A Incrível História de Walt Disney" é um documentário dirigido por Pietro Krauss e inspirado na obra "Walt Disney - de Marceline para o mundo" escrita por Claudemir Oliveira. O documentário retrata a trajetória de Walt Disney, explorando momentos importantes de sua vida.
Claudemir Oliveira contribuiu para o documentário facilitando o acesso a locais significativos da história de Disney, como sua casa de infância em Chicago e o sítio em Marceline. Além disso, participou como entrevistado e atuou na produção. O documentário estreou em 4 de dezembro de 2021 no Cinemark do Shopping Cidade Jardim, em São Paulo.

## Participações de Claudemir Oliveira em Podcasts
Claudemir participou de podcasts como Inteligência LTDA, apresentado por Rogério Vilela, onde compartilhou histórias e reflexões sobre a Disney e sua cultura organizacional. Também foi entrevistado por Daniel Zukerman no Futurum Talks, abordando curiosidades sobre a Disney e discutindo suas obras, incluindo a trilogia sobre Walt Disney, Roy Disney e Ub Iwerks. Nessas conversas, Oliveira trouxe reflexões sobre liderança, inovação e os bastidores da empresa.

## Obras
- Você já "comeu" água?[22]
- Guestologia - Clientologia: Seeds of Dreams Institute, 2020[23]
- Walt Disney - de Marceline para o mundo: Editora Senac São Paulo, 2021[24]
- Roy Disney - um império construído nos bastidores[25]
- Ubbe Iwwerks - O gênio por trás de Mickey Mouse: Seeds of Dreams Institute, 2023[26]
- Psicologia Positiva: Tocalivros, 2023[27]